# José Maria Dória Pamphili
José Maria Dória Pamphili (em italiano:  Giuseppe Maria Doria Pamphili; Gênova, 11 de novembro de 1751 – Roma, 8 de fevereiro de 1816) foi um cardeal italiano que serviu como Cardeal Secretário de Estado.

## História
José Maria era parente dos condes de Melfi e membro da ilustre família Doria-Pamphilj, que incluía muitos cardeais. Ele era, por exemplo, irmão do cardeal Antonio Maria Doria Pamphilj (1785) e tio do cardeal Giorgio Doria Pamfilj Landi (1816). Relacionado ao Papa Inocêncio X. Outros cardeais da família Doria foram Girolamo Doria (1529), Giovanni Doria (1604); Sinibaldo Doria (1731); e Giorgio Doria (1743). Da família Pamphilj estavam os cardeais Girolamo Pamphilj (1604); Camillo Francesco Maria Pamphilj (1644); e Benedetto Pamphilj, OSIo.Hieros. (1681) Ele foi nomeado arcebispo de Selêucia em fevereiro de 1773, aos 21 anos de idade, sem sequer ter sido ordenado sacerdote. Foi consagrado bispo em julho e, em setembro, foi nomeado núncio apostólico ao Reino da França, posição que manteve até 1785.
O papa Pio VI criou-o cardeal durante o consistório de 14 de fevereiro de 1785 e José Maria serviu como Cardeal Secretário de Estado da Santa Sé entre 1796 e 1799, quando foi preso pelos franceses e deportado para Gênova, sua terra natal e capital da República de Gênova. Logo depois, foi nomeado por Napoleão, em 1813, como um intermediário para negociar a Concordata de Fontainebleau.
Participou do conclave de 1799-1800 que elegeu o papa Pio VII.